# Jaczne
Jaczne – kolonia w Polsce położona w województwie podlaskim, w powiecie suwalskim, w gminie Wiżajny.
W latach 1975–1998 miejscowość administracyjnie należała do województwa suwalskiego.
Na południowy wschód od kolonii położone jest Jezioro Kameduł.